# 840년

## 연호
- 당(唐) 개성(開成) 5년
- 일본(日本) 조와(承和) 7년

## 기년
- 당(唐) 문종(文宗) 14년
- 신라(新羅) 문성왕(文聖王) 2년
- 발해(渤海) 대이진(大彝震) 11년

## 문화
- 일본후기 완성.

## 사망
- 8월 28일 - 프랑크의 루트비히 1세, 신성 로마 제국 황제이자 동프랑크의 왕